# حانة لا مارين
حانة لا مارين هو البار الذي تجري فيه معظم المشاهد في ثلاثية مرسيليا للمخرج مارسيل بانيول. في هذه الحانة تجري مباراة مانيلا الشهيرة حيث يلعب سيزار وإسكارتيفيغو ويغشان ضد السيد برون وبانيسي.

## الحانة الخيالية
حانة مكان خيالي تم إنشاؤه لأول مرة بمجموعات على مسرح باريس في مارس 1929 لمسرحية ماريوس. يصفه بانيول بهذه الطريقة في ديباجة الفصل الأول:
عند نقله إلى السينما، تحت إشراف ألكسندر كوردا، يبدو الجزء الداخلي من البار مقلوبًا. العداد الآن على اليسار، والمقعد على اليمين.

## الحانة الحقيقية
وفي الوقت نفسه، كان هناك بالفعل حانة بنفس الاسم في منطقة بانيير، على الجانب الآخر من الميناء القديم، دون أن نعرف ما إذا كانت بانيول قد كون فيها أي ذكريات. وبعد سنوات قليلة، فجرها الجيش الألماني.
ومع ذلك، كان من المفترض أن تقع الحانة الخيالية في هذه المنطقة، بالقرب من كنيسة أكوليس، حيث يذكر السيناريو عدة مرات "ساحة دي لينش، خلف البار."
ومع ذلك، في أفلام الثلاثية، بينما تم تصوير معظم المشاهد الداخلية في استوديوهات جوينفيل، يبدو أن المشاهد الخارجية تم تصويرها تقريبًا في موقع الحانة الحالي، في الميناء القديم، أي على يسار ساحة الزيت، عندما تنظر إلى الميناء من باب المقهى. وترتكز هذه الفرضية على الزاوية المتكونة بين باب الحانة ورصيف “الفريبويت”، وهي الزاوية التي نراها عدة مرات في الفيلم.
المشاهد التي تم تصويرها تظهر الحانة من الخارج، وهي محاطة بمتجر أدوات صيد الأسماك على اليسار، وعلى يمين كشك فاني، بجوار حانة تبغ على زاوية الشارع حيث يوجد متجر بانيسي.

## روابط خارجية
- مقطع فيديو من ماريوس نسخة محفوظة 27 مارس 2016 على موقع واي باك مشين.